# سد سارمساقلو
 سد سارمساقلو  یکی از سدهای در حال بهره برداری استان زنجان است.